# Antonina (powiat pajęczański)
Antonina – wieś w Polsce położona w województwie łódzkim, w powiecie pajęczańskim, w gminie Strzelce Wielkie.
W latach 1975–1998 miejscowość należała administracyjnie do województwa częstochowskiego.